# توكتوياكتوك

توكتوياكتوك هي مستوطنة تقع في الأقاليم الشمالية الغربية، كندا. تقع المستوطنة شمال الدائرة القطبية الشمالية على شواطئ المحيط المتجمد الشمالي وهي المستوطنة الوحيدة في كندا على المحيط المتجمد الشمالي المرتبطة ببقية كندا عن طريق البر.